# Балми, Корали
Корали Балми (фр. Coralie Balmy; род. 2 июня 1987 года, Мартиника) — французская пловчиха. Представляла францию в плавании на летних Олимпийских играх 2008 года а также на 2012, и Чемпионат мира по водным видам спорта в 2009 и 2011 годах.
Специализируется в плавании вольным стилем на средних дистанции (200, 400, и 800 метров). Она была седьмой на дистанции 800 метров на Летние Олимпийские игры 2012. Её лучший результат — четвёртое место на дистанции 400 метров в 2008 году.